# Štola svatého Josefa
Štola svatého Josefa je jedním z mnoha důlních děl významné části jílovského zlatonosného revíru - Kocourském žilném pásmu. Leží poblíž města Jílového u Prahy v okrese Praha-západ v údolí potoka, který je pravostranným přítokem Sázavy. 

## Historie

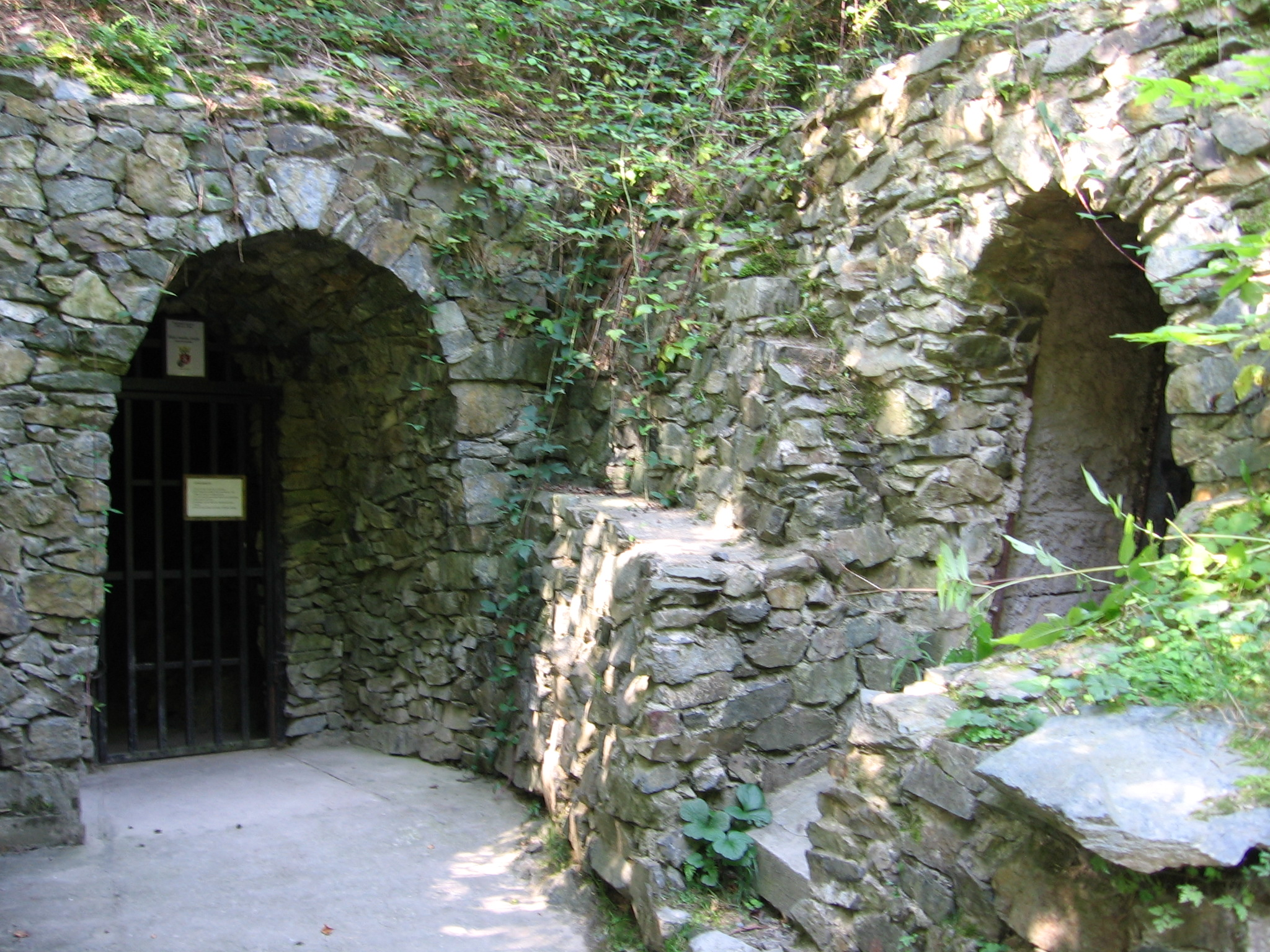
Vstup do štoly svatého Josefa

Ve starší literatuře bývá označována štolou svatého Josefa. Štola je zakreslena na jedné z nejstarších dochovaných map jílovského regionu z roku 1730. Není tedy vyloučeno, že těžařské společnosti, pracující zde v 18. století, pokračovaly ve starém důlním díle, možná již z doby předhusitské. Nejslavnější období těžby, s velkým rozsahem důlních prací, bylo ve 14. století. Původní štola se později rozrostla v důlní dílo, jehož přesný rozsah ani historie nejsou přesně známy.